# カート・エリング
カート・エリング（Kurt Elling、1967年11月2日 - ）は、アメリカ合衆国のジャズ・ボーカリスト、作詞家、作曲家。

## 略歴
イリノイ州シカゴに生まれ、ロックフォードにて育つ。
エリングは聖歌隊の指導をしていた父のもとに生まれ、コーラスを含め様々な楽器を演奏するが、ジャズに触れるのは大学に入ってからのことである。大学院にも進んだが、あと一単位を残して卒業せずジャズ・ボーカリストとしてのキャリアをスタートさせる。
シカゴを中心に活動していたエリングは1990年代始めにブルーノートと契約を結び、6枚のアルバムを同レーベルからリリース、後にコンコードへ移り4枚アルバムを発表する。アルバム『デディケイテッド・トゥ・ユー〜カート・エリング・シングス・ザ・ミュージック・オブ・コルトレーン・アンド・ハートマン』にてグラミー賞を受賞。また、その他にリリースされたアルバムでもグラミー賞候補に何度かノミネートされている。
力強い歌声と、優れたスキャット、また4オクターブの音域を持つバリトン・シンガーとして注目を集めている。

## ディスコグラフィ

### リーダー・アルバム
- Coming of Age (1991年、Self Adhesive)
- 『クローズ・ユア・アイズ』 - Close Your Eyes (1995年、Blue Note)
- 『ザ・メッセンジャー』 - The Messenger (1997年、Blue Note)
- 『ジス・タイム・イッツ・ラヴ』 - This Time It's Love (1998年、Blue Note)
- Live in Chicago (2000年、Blue Note)
- 『ムーンライト・セレナーデ』 - Flirting with Twilight (2001年、Blue Note)
- Man in the Air (2003年、Blue Note)
- 『ナイトムーヴス』 - Nightmoves (2007年、Concord Jazz)
- 『デディケイテッド・トゥ・ユー〜カート・エリング・シングス・ザ・ミュージック・オブ・コルトレーン・アンド・ハートマン』 - Dedicated to You: Kurt Elling Sings the Music of Coltrane and Hartman (2009年、Concord)
- 『ザ・ゲイト』 - The Gate (2011年、Concord)
- 1619 Broadway – The Brill Building Project (2012年、Concord)
- Passion World (2015年、Concord)
- The Beautiful Day: Kurt Elling Sings Christmas (2016年、Okeh)
- 『ザ・クエスチョンズ』 - The Questions (2018年、Okeh)
- Secrets Are the Best Stories (2020年、Edition)

### 参加アルバム
ローレンス・ホブグッド
- Left to My Own Devices (2000年)
- Crazy World (2005年、Naim)
- 『ホエン・ザ・ハート・ダンシズ』 - When the Heart Dances (2009年、Naim)

ボブ・ミンツァー
- 『ライヴ・アット・マンチェスター・クラフツメンズ・ギルド』 - Live at MCG (2004年)
- Old School, New Lessons (2006年)
- Swing Out (2008年)

その他
- ボブ・ベルデン : Shades of Blue (1996年)
- マンハッタン・トランスファー : 『スウィング』 - Swing (1997年)
- イエロージャケッツ : 『クラブ・ノクターン』 - Club Nocturne (1998年)
- ジョアン・ブラッキーン :  Pink Elephant Magic (1999年、Arkadia Jazz)
- チャーリー・ハンター : Songs from the Analog Playground (2001年)
- ジョージ・フリーマン : At Long Last George (2001年)
- ジャッキー・アレン : The Men in My Life (2003年)
- ジョン・ウェーバー : Simple Complex (2004年)
- フレッド・ハーシュ :  Leaves of Grass (2005年)
- ティル・ブレナー : 『リオ〜ボサ・ノヴァの誘惑』 - Rio (2008年)
- ジョン・ピザレリ : Rockin' in Rhythm: A Tribute to Duke Ellington (2010年)
- クラウディア・クインテット : What Is the Beautiful? (2011年、Cuneiform)
- リー・リトナー : 『リズム・セッションズ〜リー・リトナー・スーパー・セッション2』 - Rhythm Sessions (2012年)
- ケイト・マクギャリー : Girl Talk (2012年)
- 八代亜紀 : 『夢の夜〜ライヴ・イン・ニューヨーク』 - Live in New York (2013年)
- ルネ・フレミング : Christmas in New York (2014年)
- ハロルド・メイバーン : Afro Blue (2015年)
- ブランフォード・マルサリス : 『アップワード・スパイラル』 - Upward Spiral (2016年、Okeh)[2]
- ブラッド・メルドー : 『ファインディング・ガブリエル』 - Finding Gabriel (2019年、Nonesuch)